# Carlos Baca-Flor
Carlos Baca-Flor Falcón (Islay, Arequipa, 11 de junio de 1867 - Neuilly-sur-Seine, París, 20 de febrero de 1941) fue un pintor retratista peruano.

## Biografía
Nació en el Distrito de Islay, Provincia de Islay, departamento de Arequipa, al sur del Perú. Sus padres fueron Carlos Baca-Flor y Huáscar y Julia Falcón. Su padre, político, fue secretario privado del presidente boliviano Manuel Isidoro Belzú. 
Antes de cumplir un año, se trasladó con su familia a Santiago de Chile, donde estudió en el Colegio de los Agustinos, luego, en el Instituto Nacional. En 1873, producto de una epidemia en Santiago fue enviado a un lazareto, bajo la atención de su madre. A los trece años murió su padre y quedó bajo el cuidado de su madre, quien dictaba clases de piano a los hijos de familias adineradas en Santiago. 
En 1882, ingresó a la Academia de Bellas Artes de Santiago, donde estuvo bajo la dirección de Cosme San Martín, Nicanor Plaza y Florencio Giovanni Mochi. La versatilidad que adquirió no solo en pintura sino también en escultura, le consiguió el primer premio en los concursos de bustos y estatuas (1883), una medalla especial por dibujos, la medalla de oro (1885) y un primer premio (1886).
En 1886, obtiene el primer puesto en una exposición de la academia por La vocación natural. Esta distinción, sumada a las anteriores, le consiguió, a los 18 años, el Premio Roma, que le otorgaba una pensión por cinco años en la capital italiana. Sin embargo, no aceptó el premio chileno por motivos de su lealtad al Perú, ya que después de la Guerra del Pacífico, ambos países mantenían tensas relaciones y el aceptar el galardón con el correspondiente subsidio estatal hubiera sido visto como una aceptación de la nacionalidad chilena. Esta actitud le granjeó las simpatías del ministro plenipotenciario peruano en Chile, Carlos M. Elías de la Quintana, quien informó a su gobierno, consiguiéndose que el presidente Andrés A. Cáceres lo invitará a Lima y le otorgará una pensión igual a la del Premio Roma. 
En Lima, pintó los retratos de la familia presidencial e instaló un taller cedido por Ricardo Palma (actual Archivo Nacional). Además, realizó varios retratos que se encuentran en el Club Nacional, el antiguo Senado de la República y en el Banco Central de Reserva. En la capital peruana trabó amistad con el científico Scipión E. Llona Gastañeta, el pintor Luis Astete y Concha, el músico José María Valle Riestra y Pedro López Aliaga.
En 1890, más de dos años después de llegar a Lima, partió a Europa, encallando a los doce días de partir en el estrecho de Magallanes. A pesar de las dificultades Baca-Flor llegó a Liverpool, Gran Bretaña, y poco después arribó a París, donde conoció la obra de Anton van Dyck, que le influiría notablemente. Tras su breve estancia en París, se trasladó a Génova, dónde ocupó el puesto de cónsul general del Perú, al que renunció en poco tiempo para instalarse en Roma. En la capital italiana obtuvo el primer puesto en el concurso para ingresar a la Academia de San Lucas, dirigida por Filippo Prosperi. Sin embargo, al año siguiente el gobierno peruano le retiró la pensión, lo cual le obligó llevar un estilo de vida austero, hasta 1893, cuando, por gestiones de Manuel Candamo, pudo recuperar la subvención. En Roma, se relacionó mucho con el director de la Academia de España en Roma, el pintor español Francisco Pradilla, quien le aconsejó volver a París. 
En 1893 Baca-Flor retornó a París, donde conoció al escultor Jean Boucher, a quien fue recomendado desde Roma por el escultor español Miguel Blay. Fue gracias a un amigo de Boucher que conoció al director de la Academia Julian, el pintor Jean-Paul Laurens. En la Academia Julian consiguió algunas medallas, pero tras un incidente sin importancia con Laurens decidió regresar a Roma (1894), para luego volver otra vez a París. En París, se influenció mucho por Chardin, Da Vinci, Rembrandt y Hans Holbein, además de conocer al pintor español Raimundo Madrazo, quien le presentó a José Francisco Canevaro, duque de Zoagli. El duque de Zoagli, aunque nativo de Italia, era ministro peruano en París y Baca-Flor se hizo muy amigo suyo, al punto de que el duque lo invitó a las celebraciones por el Jubileo de diamante de la reina Victoria, en Londres el año 1897. En la capital británica Baca-Flor realizó varios retratos y fue tentado a quedarse allí, pero decidió volver en París, ciudad en la que estuvo intermitentemente por sus viajes a Roma.
En 1905, el gobierno peruano convocó un concurso para realizar una escultura de José de San Martín. Decidido a participar, en 1906, Baca-Flor envió una maqueta del monumento a Lima pero ésta no fue aceptada por el jurado, que no eligió algún ganador.

### Éxito artístico
En 1907 Baca-Flor gana en París el Primer Premio en el Salón Anual de Artistas Franceses. Sesenta críticos en voto unánime lo declaran ganador y su obra se expone en el “Salón de Honor”. No obstante, el artista no había competido personalmente en el concurso anual, fue el Marqués de la Pallice quien presenta el retrato que le pintó Baca-Flor, y lo hace concursar sin saberlo el propio pintor. 
Al año siguiente conoce a John Pierpont Morgan, magnate de la banca estadounidense que frisaba los sesenta y nueve años, quien no había permitido que lo retraten. Morgan ese año visitaba al modisto de su familia en París, el afamado sastre Jean Phillipe Worth. Al ingresar al taller del sastre, Morgan vio en la pared del fondo un cuadro entre dos cortinas de seda roja, el retrato en la pared hacía espejo nítido a los rasgos de Worth, arreglándose los bigotes exclamó: “Increíble... Debo conocerlo, jamás pensé encontrar a un pintor que pudiera retratarme”. Worth de rasgos faciales finos lucía en claroscuro a tres cuartos: impecable, sereno, quieto, de bigote tupido, barba cuidada, talle pectoral ancho, terno azul plata y sombrero de copa. El retrato tiene dos zonas de luz intensa; el pecho en el que rebota un rayo de luz que se filtra desde arriba y el brillo chispeante de los ojos verdes, centelleantes, que auscultan discretos al espectador. “Worth en cuerpo y alma” exclamó J.P. Morgan.
Morgan visita poco después a Baca-Flor acompañado del conde Léon Molk, amigo de Baca-Flor y emparentado con Morgan, tocan de modo fuerte y acompasado la puerta del estudio del pintor en la calle Dosne. Baca-Flor abre la puerta y ve un anciano elegante, de rostro adusto pero sonriente, pequeño, de mirada viva enmarcada con espesas cejas. El visitante desconocido se presenta con acento yanqui: "Me llamo Pierpont Morgan", luego el banquero le cuenta brevemente de su fortuna y su fama como hombre de negocios y coleccionista de obras de arte. Baca-Flor le advierte francamente: “Excúseme, no tengo interés en su dinero, ni en algún mecenazgo”, pero el magnate replicó: “Quiero que usted pinte mi retrato”. Baca-Flor —llamado en Francia "El Magnífico"— en realidad solía elegir a sus modelos, siendo considerado de un carácter singular por su extrema modestia pese a su fama. “Adorador de la religión, a la belleza y modesto hasta la exageración” según el crítico Federico Larrañaga en 1898.
Pasaron casi dos años desde ese encuentro para que Baca-Flor viajase a Estados Unidos y pintase el retrato de J.P. Morgan, aunque primero hubo de crearse una cercanía entre ambos, pues Morgan -al saber que el pintor peruano nunca se ofrecía en busca de clientes- lo rodeó de atenciones. Así, le obsequió un original de Van Dick y lo invitó a que pasase una temporada en Nueva York. Baca-Flor viajó al fin a Estados Unidos en 1910, en una estancia que se esperaba breve pero duró casi dieciocho años, entregado al oficio de retratista de magnates y grandes personalidades.
Finalmente en 1928 Baca-Flor regresó a Europa y, tras una corta estadía en España, se reinstaló en París, donde fue hecho miembro del Instituto de Francia y recibió la Legión de Honor. En 1930 volvió a Nueva York, donde realizó distintos retratos de figuras de la banca estadounidense y de la curia romana, entre ellos al futuro Pío XII, hasta 1938, cuando se trasladó a Irlanda brevemente para pintar el retrato del presidente irlandés Éamon de Valera.

### Últimos años
En 1939 Baca-Flor regresó nuevamente a París y luego se instaló en un taller de Neuilly-sur-Seine con el proyecto de pintar un monumental cuadro de Atahualpa para adornar el Palacio de Gobierno del Perú, aunque una serie de dolencias le impidieron avanzar su plan. La Segunda Guerra Mundial y la posterior ocupación alemana de Francia impidieron de modo definitivo tal proyecto y falleció el 20 de febrero de 1941 en su taller de Neuilly-sur-Seine, siendo enterrado en el cementerio nuevo de dicha ciudad.

## Relación parcial de retratos
- John Pierpont Morgan, en el Metropolitan Museum of Art.
- Cardenal Pacelli -luego papa Pío XII-
- Douglas Hyde, Presidente de Irlanda.
- Charles Frederick Worth, modisto inglés.
- Francisco María de Borbón, duque de Marchena.
- Carlos de Beistegui, millonario mexicano.
- Éamon de Valera, primer ministro de Irlanda.
- G. F. Baker Presidente del First National Bank.
- León Molk, Conde.
- Schlewig-Holstein, Barón.
- Nicholas Brady, Presidente de los caballeros de Colón.
- E. L. Marston, Director de Chase National Bank.
- Seward Prosser, Director de Chase National Bank.
- G. W. Perkins, Director de Chase National Bank.
- Daniel Guggenheim, Minero cuprífero.
- Gates W. Mc Garrah, Presidente del Banco Federal.

En Perú se conservan pocas obras de Baca-Flor -óleos, acuarelas, carboncillos-, apreciables en el Museo de Arte de Lima. La mayor parte de sus obras se hallan en poder de los herederos de los magnates y personajes a quienes retrató, en su periplo de décadas entre Estados Unidos y Europa. En el Museu de Tarrasa (Casa Alegre de Sagrera), en Cataluña, se conservan varias obras notables suyas.

## Premios y distinciones
- Miembro correspondiente del Instituto de Francia.
- Caballero de la Legión de Honor, Francia.
- Gran Oficial de la Orden del Sol, Perú.
- Laureado de la Academia de Bellas Artes de Santiago.
- Laureado del Real Instituto de Bellas Artes de Roma.
- Laureado de la Exposición Internacional de Madrid (1892).
- Laureado de la Academia de París.
- Primer Premio del Salón de París (1907).

## Galería

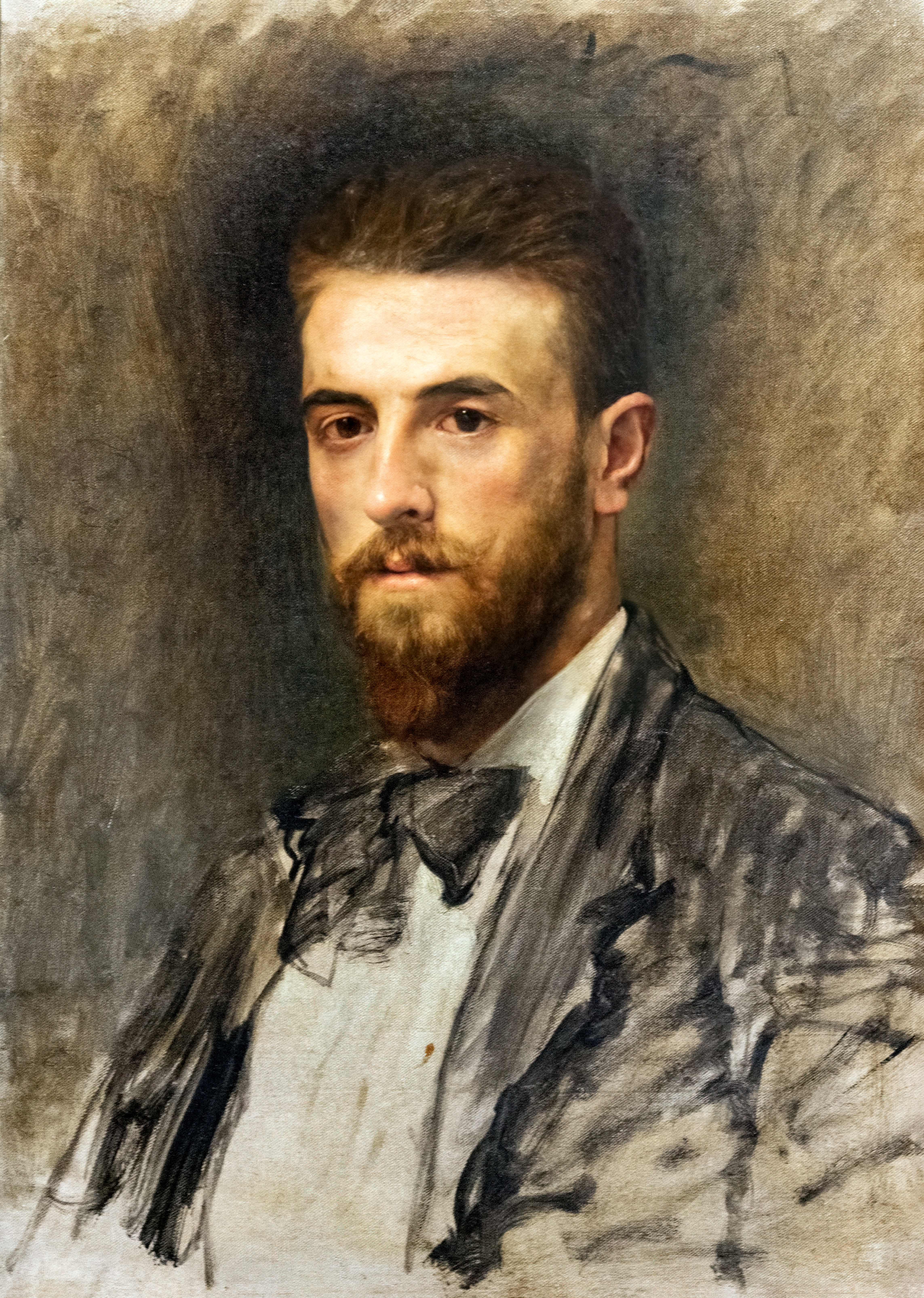
Retrat de l'escultor Miquel Blay, 1892  - Museu Nacional d'Art de Catalunya
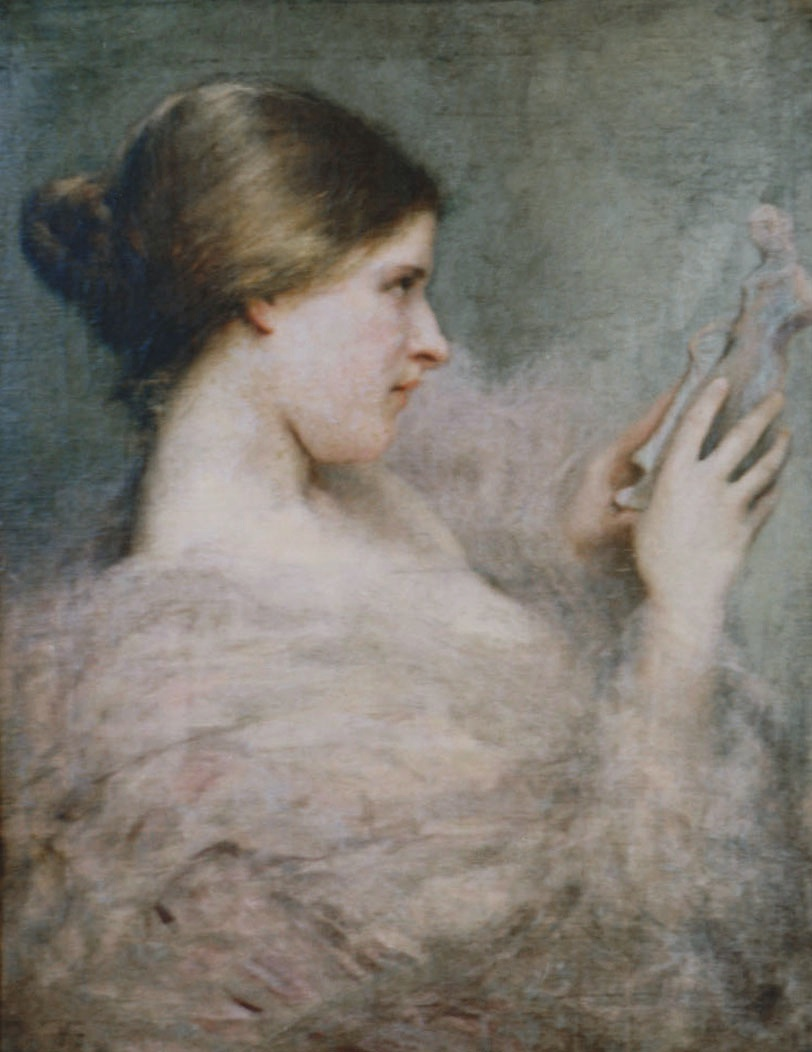
La mujer de la tanagra 1897
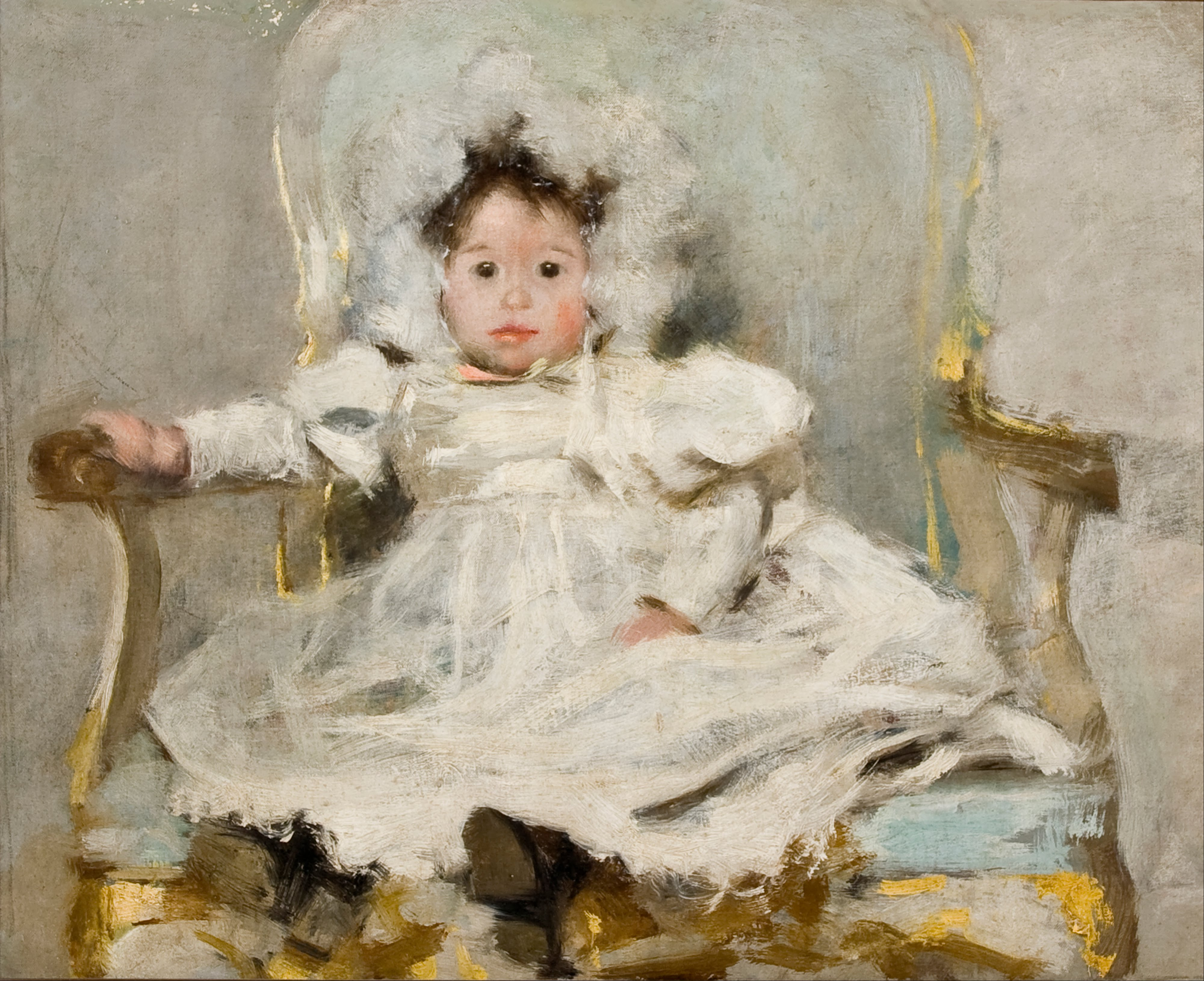
Niña en blanco, 1902.
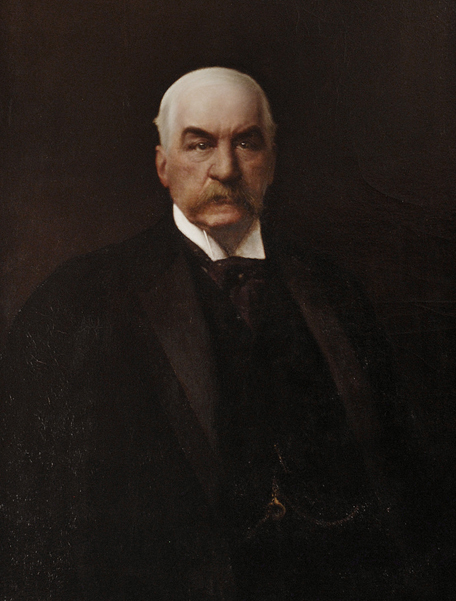
J. P. Morgan, 1911.
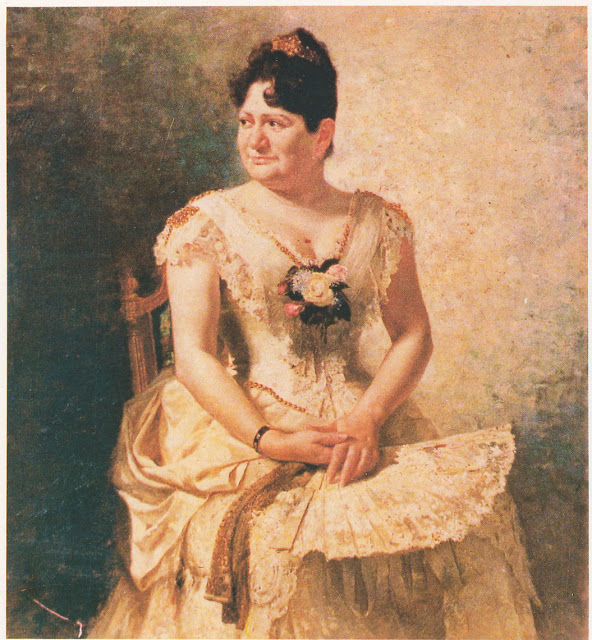
Antonia Moreno Leyva
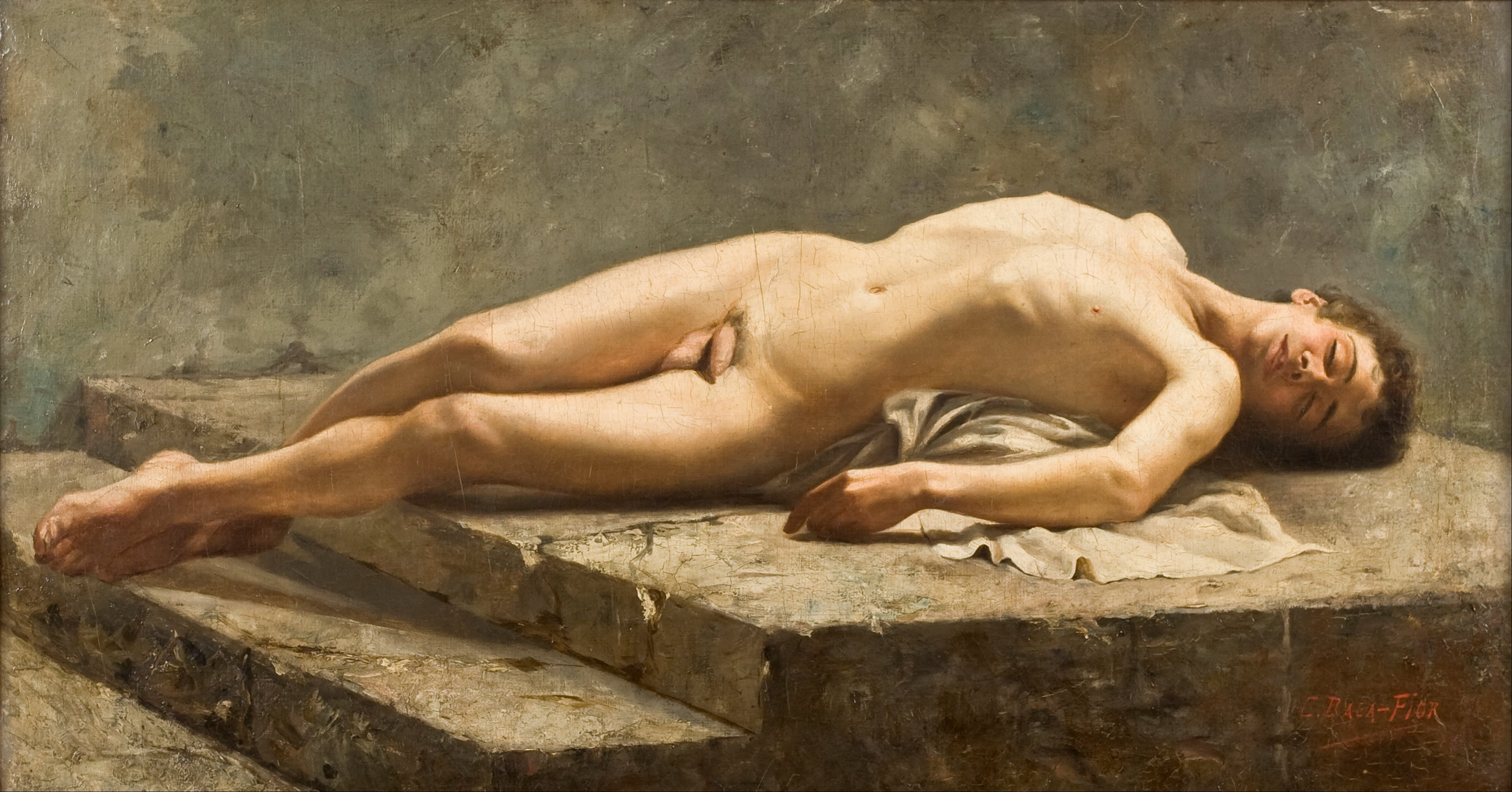
Abel muerto
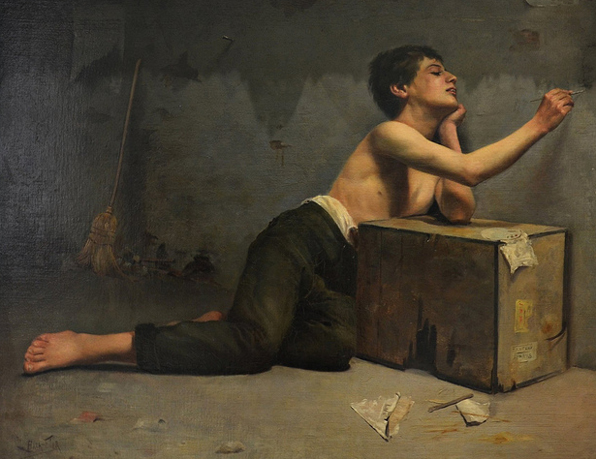
La vocación natural